# 伊号第三百六十九潜水艦
| 画像をアップロード |                                                                     |
| 艦歴               |                                                                     |
| 計画               | 昭和18年度計画（改⑤計画）                                           |
| 起工               | 1943年9月1日                                                        |
| 進水               | 1944年3月9日                                                        |
| 就役               | 1944年10月9日                                                       |
| その後             | 1945年9月15日米軍接収                                               |
| 除籍               | 1945年9月15日                                                       |
| 性能諸元           |                                                                     |
| 排水量             | 基準1,440t、常備1,779t 水中2,215t                                   |
| 全長               | 73.50m                                                              |
| 全幅               | 8.90m                                                               |
| 吃水               | 4.76m                                                               |
| 機関               | 艦本式23号乙8型ディーゼル2基2軸 水上：1,850馬力 水中：1,200馬力     |
| 速力               | 水上：13.0kt 水中：6.5kt                                            |
| 航続距離           | 水上：10ktで5,000海里 水中：3ktで120海里                            |
| 燃料               | 重油：282トン                                                       |
| 乗員               | 55名                                                                |
| 兵装               | 40口径14cm単装砲1門 25mm単装機銃2挺 53cm魚雷発射管 艦首2門、魚雷2本 |
| 備考               | 安全潜航深度：75m 物資搭載量：艦内65トン、艦外20トン                |

伊号第三百六十九潜水艦（いごうだいさんびゃくろくじゅうくせんすいかん）は、大日本帝国海軍の潜水艦。伊三百六十一型潜水艦の9番艦。横須賀で終戦となり、アメリカ軍に接収された。以下、艦名は「伊369潜」と略記する。

## 艦歴
1942年の改⑤計画第5469号艦。1943年9月1日、横須賀海軍工廠にて起工。1944年3月9日に進水。同年10月9日に竣工。佐世保鎮守府籍。同日、第十一潜水戦隊に編入。
12月15日、第七潜水戦隊に編入。
1945年1月21日、横須賀を発し、南鳥島への輸送任務に従事。1月28日に揚陸を行い、2月5日に横須賀に帰投した。輸送内容は不詳。
3月12日、横須賀を発し、父島への輸送任務に従事。3月21日、横須賀に帰投。『戦史叢書』には輸送成功とあるが、『輸送潜水艦伊号第361型列伝』によれば「伊369潜」は往路の途中で艦長発病により引き返しており、連合艦隊司令部は作戦中止を告げている。また、帰投時に暗礁に触れて内殻に長さ30cm、幅約20cm、深さ3から4cmのへこみを生じた。
3月20日、第七潜水戦隊は解隊され、「伊369潜」は第十六潜水隊に編入された。
4月16日、横須賀を発し、トラックおよびメレヨン島への輸送任務に従事。5月1日、トラック着。糧食312kg、兵器弾薬6.303トン、その他4.479トンおよび重油25トンを揚陸。5月3日（または4日）、トラック発。5月10日（または7日）、メレヨン着。糧食83.934トン、その他2.663トンを揚陸し、第二次丹作戦に参加しメレヨンに不時着していた二式飛行艇の搭乗員など51名を収容した（または60名収容）。メレヨンからの帰路では低圧排水ポンプ用電動機起動管制器の焼損や潜舵出入用電動機の故障に見舞われ、また便乗者2名が死亡した。5月24日、横須賀に帰投。
5月25日、横須賀工廠で航空揮発油搭載工事開始、工事中に終戦を迎える。それより前の7月18日、横須賀で空襲にあうが「伊369潜」に被害はなかった。
9月15日、除籍。横須賀でアメリカ軍が接収。

## 歴代艦長
※『艦長たちの軍艦史』446頁による。

### 艦長
1. 松島茂雄 大尉：1944年10月9日 -
2. 中島万里 大尉：1945年3月25日 -